# Délvidék magyar uralom alatt 1941–1944
1941-ben Magyarország visszafoglalta a trianoni békeszerződéssel Jugoszláviához csatolt területeinek egy részét.

## Előzmények

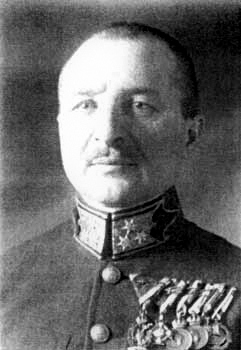
Werth Henrik

Az 1940. augusztus 30-án meghozott második bécsi döntés révén Magyarország viszonylag békés úton visszaszerezte elcsatolt erdélyi magyarlakta területeinek jelentős részét. Szeptember 6-án lemondott II. Károly román király, megkezdődött Antonescu diktatúrája. Október 28-án Olaszország megtámadta Görögországot. November 20-án Magyarország csatlakozott a háromhatalmi egyezményhez, 23-án pedig Románia is.
Teleki Pál miniszterelnök el akarta kerülni az ország második világháborúba való sodródását, Jugoszlávia pedig az olasz területi követelésekkel szemben keresett támogatást. 1940. december 12-én Magyarországgal örök barátsági egyezményt kötött, amelyet az Országgyűlés 1941. február 27-én ratifikált.
A második világháború első szakaszában a Harmadik Birodalom jelentős sikereket ért el Nyugat-Európában. 1941 elejétől kezdve Németország nyomás alá helyezte Jugoszláviát, hogy csatlakozzon a tengelyhatalmakhoz, a Barbarossa hadművelet megindítását május 15-re tervező Adolf Hitler ugyanis nem kockáztathatta meg, hogy a Balkánról induló görög, jugoszláv és brit erők egy dél-észak irányú támadással elvágják utánpótlási útvonalaiktól a Szovjetunió területére mélyen behatoló csapataikat. 1941. március 1-jén Bulgária is csatlakozott a háromhatalmi egyezményhez, 25-én végül pedig Jugoszlávia is, de két nap múlva az úgynevezett márciusi puccs megdöntötte a jugoszláv kormányt. Hitler március 27-én parancsot adott Jugoszlávia megszállásának előkészítésére. A megszálláshoz Magyarországra felvonulási területként volt szüksége. Werth Henrik magyar vezérkari főnök hatáskörét túllépve, a magyar kormány háta mögött megegyezett a német áthaladás technikai részleteiről, ezzel kész helyzet elé állítva a második Teleki-kormányt.
Hitler német birodalmi kancellár Sztójay Döme berlini magyar követ útján március 28-án nem csupán engedélyt kért az átvonulásra, hanem felszólította Horthy Miklós kormányzót, hogy a magyar hadsereg vegyen részt a Jugoszlávia elleni háborúban, cserébe újabb területeket ígért. Horthy beleegyezett az átvonulásba, de a hadjáratba való bekapcsolódás mellett nem kötelezte el magát. Utólag azzal magyarázta döntését, hogy tartott Magyarország német megszállásától és a délvidéki magyaroknak is védelmet szeretett volna adni. Emellett a bécsi döntésekkel elért korábbi revíziós eredmények is megkérdőjeleződtek volna, ha nem teljesítik a Führer akaratát.
Hitler tervei között szerepelt, hogy a jelentős bánsági, bácskai, tolnai és baranyai sváb népcsoportra alapozva létrehozza az ún. Prinz-Eugen-Gaut. Ez a kis ütközőállam a háború után a közép-európai német térszervezés központja lett volna. A tervvel a magyar kormányt is zsarolhatta.
Az akkori magyar politikai elit halogatta a végső döntést. Úgy számoltak, hogy Magyarország nem szegi meg az „örökbarátsági egyezményt”, mivel a támadás csak azután történik, hogy az a Jugoszlávia, amellyel Magyarország az egyezményt kötötte, már megszűnik létezni. A kérdés viszont nem volt egyértelmű, Teleki Pál miniszterelnök számára megoldhatatlan dilemmát jelentett, és minden bizonnyal ez vezetett április 3-i öngyilkosságához. Utódja Bárdossy László lett.

## Jugoszlávia szétesése

Jugoszlávia felbomlása 1941-ben

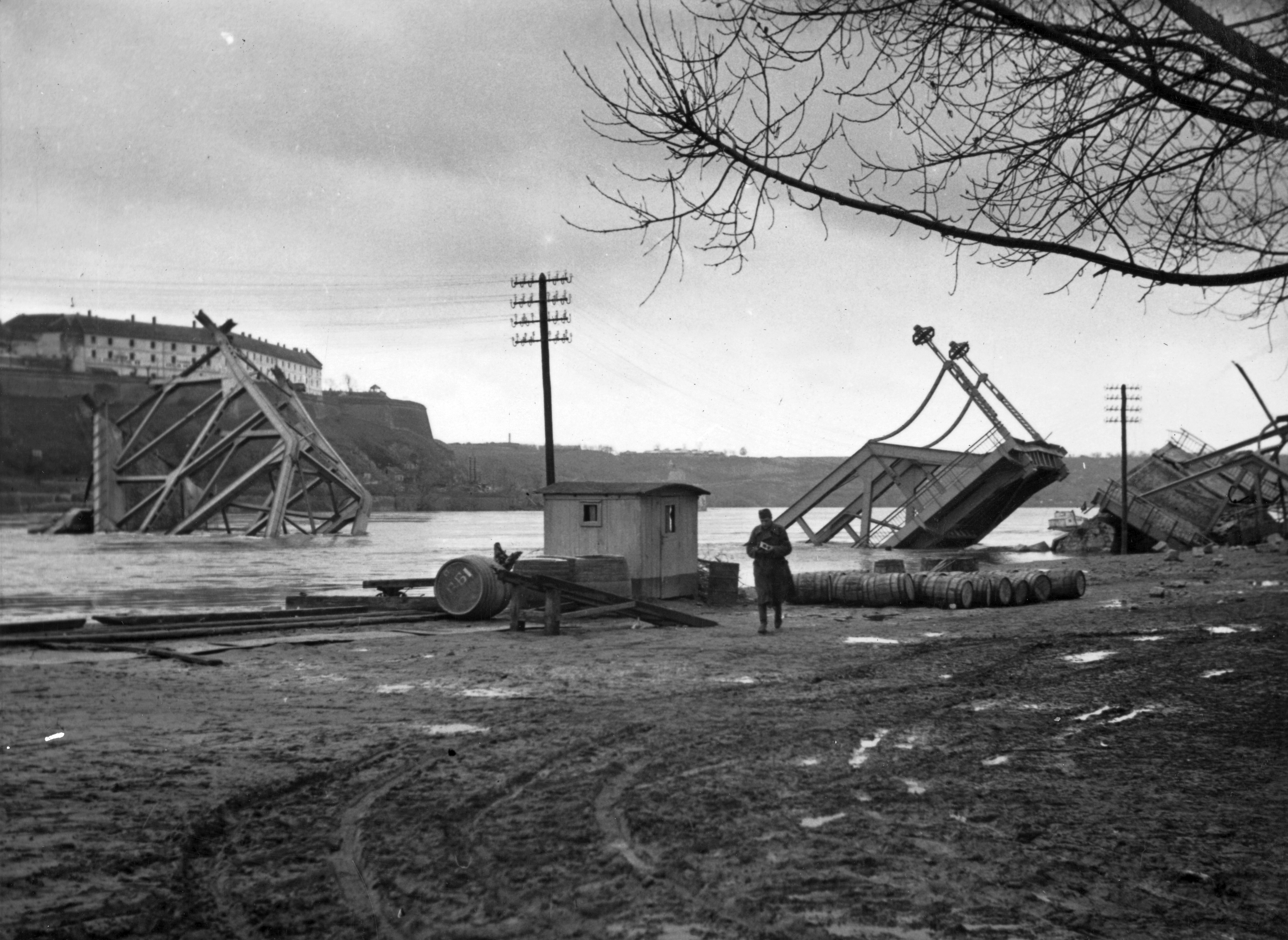
A visszavonuló szerbek által felrobbantott újvidéki közúti híd maradványa, háttérben az új Független Horvát Államhoz tartozó Pétervárad (1941)

A náci Németország 1941. április 6-án megtámadta Jugoszláviát. A Magyar Királyi Honvédség április 12-ére időzítette az offenzíva megindítását, a mozgósításra csak 9 nap állt rendelkezésre. A jugoszláv légierő azonban még jóval a magyar csapatok megindulása előtt, április 6-án és 7-én több támadást intézett Pécs, Szeged és más magyar városok ellen. A magyar légvédelem több gépet lelőtt, a Pécset támadó 14 jugoszláv bombázóból csupán egy tért vissza támaszpontjára. Április 10-én a Független Horvát Állam proklamálta önállóságát, a támadás nemzetközi jogi feltételei tehát megteremtődtek. A megszálló német csapatok addigra már Belgrádban harcoltak, és félő volt, hogy a háború véget ér, mielőtt a magyarok bekapcsolódnak, ezzel meghiúsul a revízió lehetősége. A Muravidéket a németek 1941. április 6-án foglalták el, majd április 16-án átadták az időközben felvonuló magyar hadseregnek.
Magyarország 1941. április 11-én kezdte meg hadműveleteit. A 3. magyar hadsereg – alárendeltségében a Miklós Béla vezette gyorshadtesttel – négy nap alatt végrehajtotta a „Délvidék” felszabadítását, elérte a Duna–Dráva vonalát. Az addigra jórészt felbomlott jugoszláv hadsereg ellen többszörös túlerőben lévő magyar csapatok összesen 467 főt veszítettek halottakban és sebesültekben.
A Hitler által április 12-én aláírt „ideiglenes” felosztási dokumentum szerint a németeken és a magyarokon kívül Olaszország és Bulgária is jugoszláv területekhez jutott. Az 1941. április 24-iki bécsi német–olasz megállapodás szerint Jugoszláviát német és olasz érdekszférára osztották fel.
Magyarország előzetes követelése ellenére sem kapta vissza teljes korábbi – Horvát–Szlavónország nélküli – délvidéki területeit: Magyarországhoz került vissza a Bácska, a Baranyai háromszög, a Muravidék és a Muraköz. A Nyugat-Bánság (Westbanat) azonban német katonai ellenőrzés alá került, közigazgatásilag pedig az ugyancsak németek által megszállt Szerbia része maradt. Bár Hitler előzőleg a magyaroknak ígérte, a németek tartottak attól, hogy a terület átadása kiélezné az egyébként is feszült magyar-román viszonyt, ezért a terület hovatartozása függőben maradt.

## A magyar uralom visszatérte Délvidéken

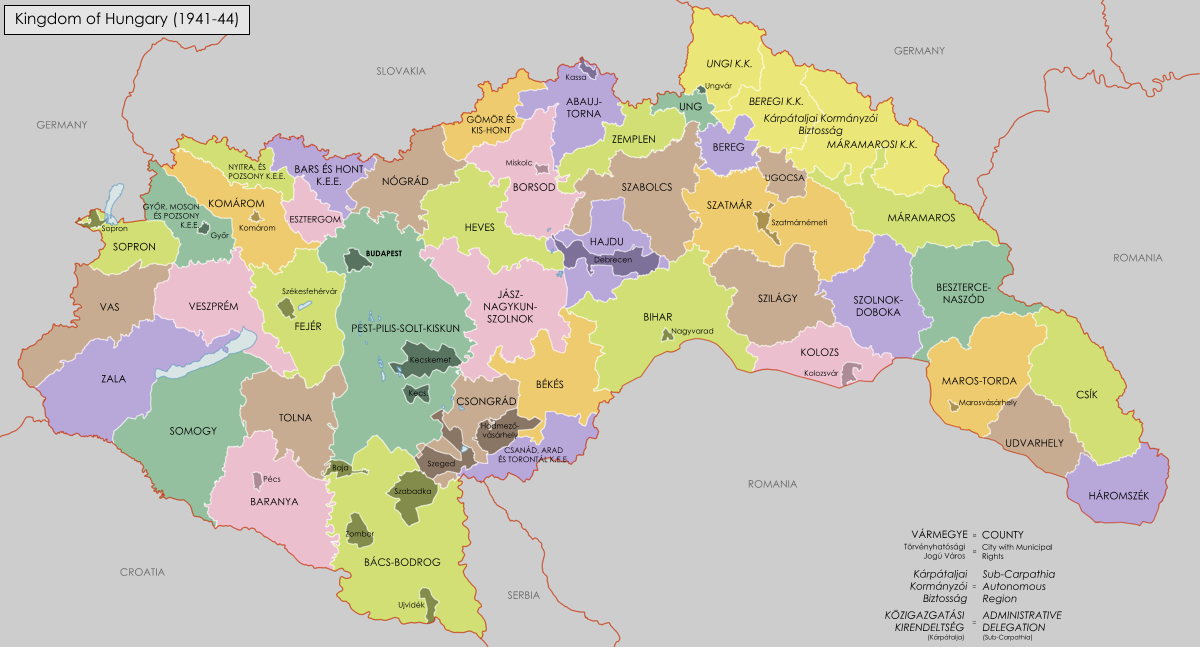
Magyarország 1941–44 között

Horthy Miklós kormányzó parancsára a délvidéki területek közigazgatásának feje Werth Henrik honvéd vezérkari főnök lett 1941 szeptemberéig. Az ő felmentése után, 1942 végéig a visszacsatolt területek katonai alakulatait Boldogfai Farkas Endre irányította. Utóda Szombathelyi Ferenc lett. A visszacsatolt területek 1941 őszéig maradtak katonai közigazgatás alatt.
A Magyarország által visszafoglalt 11 601 km² területnek 1,145 millió lakosa, ebből 301 000 magyar, 243 000 szerb, 220 000 horvát, 197 000 német, 80 000 szlovák, 15 000 ruszin és 15 000 zsidó volt.
A magyar bevonulás idejére ezekről a területekről a jugoszláv hadsereg már kivonult, a szláv lakosság azonban gyakran tanúsított ellenállást. Az ellenálló és nem ellenálló polgári lakosok közt a bevonulás több ezer áldozatot szedett. A magyar hadsereg nem volt felkészülve a gerilla-hadviselésre, a szabotázsokra, ezért a szláv polgári lakosság elleni kemény fellépéssel próbált rendet teremteni.
A magyar hatóságok azonnal megkezdték az első világháború után betelepített dobrovoljácok internálását azzal a céllal, hogy Szerbiába telepítse ki őket. Öt internálótábort hoztak létre (Szabadka, Zombor, Topolya, Becse és Újvidék). A kitelepítések nagyobb részt a németek által megszállt bánsági területekre, kisebb részben a Független Horvát Államba történtek, ahol a horvátok sok szerbet egyszerűen megöltek vagy a hírhedt jasenovaci koncentrációs táborba vittek. 1941-től internálótábor működött Barcson, Kistarcsán, Nagykanizsán és Sárváron is. A magyar internálótáborokban az éhezéstől főleg idősek és gyerekek haltak meg. A szerbek helyére bukovinai székelyeket telepítettek.
Az 1941. decemberi, a Moszkva alatti német vereség után felerősödő dobrovoljác csetnik- és partizánellenállás, valamint a Jugoszláv Kommunisták Szövetsége (JKSZ) tevékenysége, a helyi és anyaországi magyar sajtó túlhevített csetnikellenes propagandája, illetve a Szovjetunió megtámadását követő katonapolitikai megfontolások vezettek az 1941/1942 telén végrehajtott délvidéki tisztogató akciókhoz és razziákhoz, amelyek az újvidéki vérengzéssé fajultak.
A magyar közigazgatásban Bács-Bodrog, Baranya, Csongrád és Zala vármegye teljesen helyreállt, Vas vármegye pedig kibővült. Bács-Bodrog vármegye székhelye Baja után ismét Zombor lett.

## Nemzetközi következmények
A délvidéki katonai támadással Magyarország gyakorlatilag feladta semlegességét a második világháborúban. Teleki Pál öngyilkosságának hatása alatt Churchill brit miniszterelnök elállt a Magyarországnak küldendő hadüzenettől, megelégedett a diplomáciai kapcsolatok megszakításával. A formális hadüzenet csak 1941 decemberében, a Szovjetunió elleni támadás után érkezett.

## Megszűnte

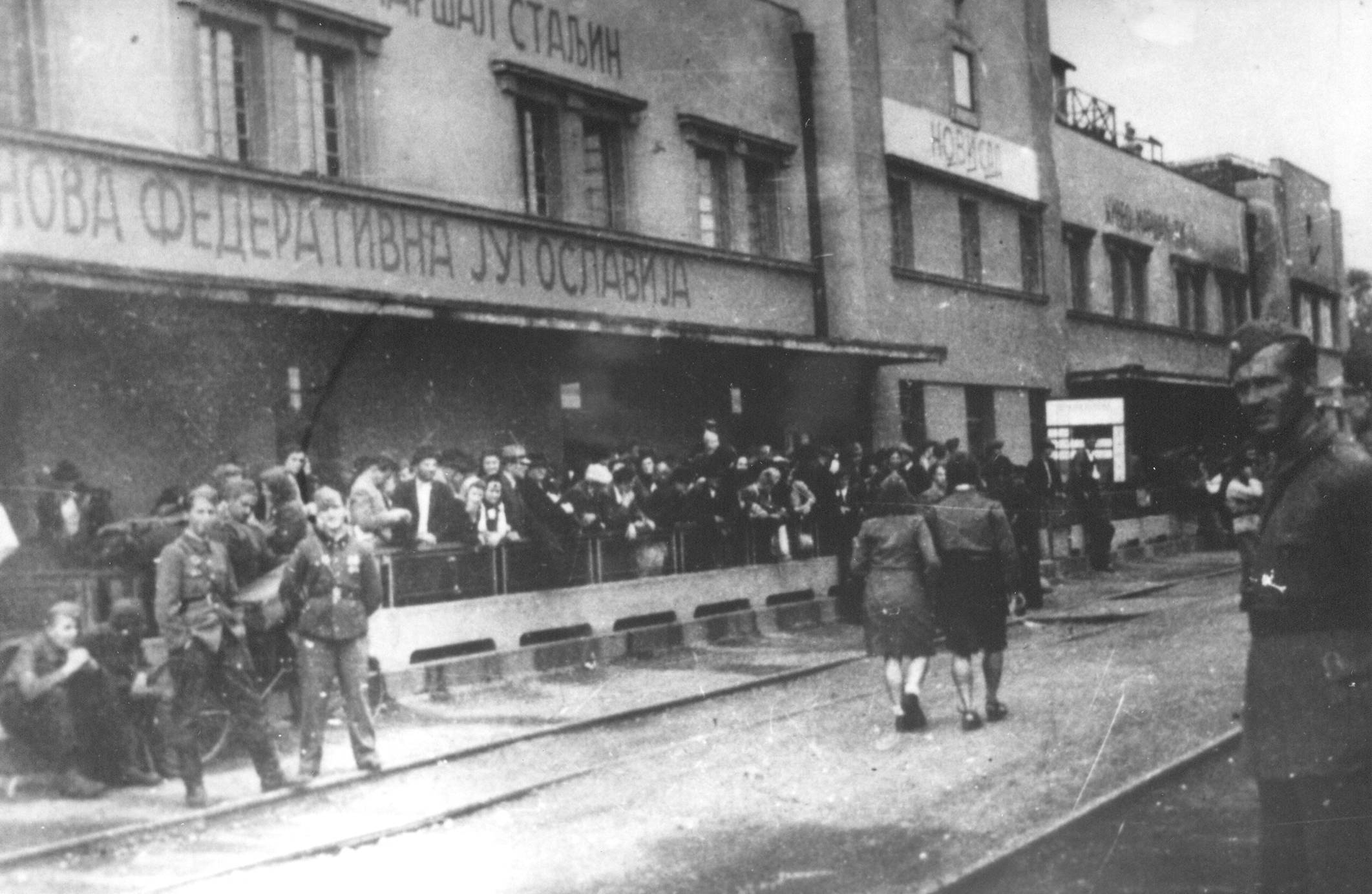
Jugoszláv partizánok Újvidéken, 1944-ben

A dél-erdélyi hadjárat kudarca után a támadó szovjet Vörös Hadsereg és Tito velük szövetséges jugoszláv kommunista partizáncsapatai 1944. október 7-én Zentánál átlépték a Tisza határfolyót. Október 11-ére megszállták Bácska keleti sávját. Újvidéket október 20-án adta fel a magyar Honvédség, a magyar közigazgatást és a rendvédelem egységeit evakuálták. A szovjetek és Titóék október 22-én délután foglalták el a várost. A hónap végére teljes Bácska a birtokukba került. Muravidék és Muraköz csak 1945 tavaszán került szovjet illetve jugoszláv kézre.

### Megtorlás
A jugoszláv haderő bosszúból és megtorlásként számos tömeggyilkosságot követett el. Az egyéb atrocitásokkal párhuzamosan etnikai tisztogatásba is kezdtek: sok magyart háborús bűncselekménykel vádoltak meg, és a kollektív bűnösség elve szerint frissen felállított koncentrációs táborba zártak. Számos nem elmenekült bánsági sváb és horvát civil, valamint a kommunistákkal szemben álló szerb is az üldöztetésnek esett áldozatul.
Az újvidéki vérengzésre hivatkozva Tito jóváhagyásával több mint 40 000 – egyes források szerint 80 000 – civil magyar lakost, korra és nemre tekintet nélkül gyilkoltak le a szerbek 1944–45-ben, amit a történészek délvidéki vérengzésekként emlegetnek.